# Šparta Zemun
Šparta (Zemunski klub Šparta) bio je nogometni klub iz Zemuna.
Osnovan je 15. rujna 1921.
Bio je radničkim nogometnim klubom.
Kao takav nije bio omiljen državnim vlastima, jer su takva športska društva povezivali s KPJ, strankom koju su zabranili još ranih 1920-ih.
Klupske boje 1932. bile su crvena i bijela.
Godine 1933. je stekao svojim rezultatima sudjelovati u najvišem razredu nogometnog natjecanja Kraljevine Jugoslavije. Budući da je to uspio i Split, klub koji je također bio radničkim klubom, vlasti su namjestile novi natjecateljski sustav, u kojem je Šparta morala igrati dodatne utakmice da bi sudjelovala u Prvoj ligi. Naposljetku nije uspjela.
Klub se u siječnju 1939. spojio s mjesnim nogometnim klubom ZAŠK-om u SK Zemun. 
Ukupno gledano, u međuratnom razdoblju je Šparta bila najboljim zemunskim klubom.